# أوليانوفسك
أوليانوفسك (بالروسية: Ульяновск) هي إحدى مدن روسيا في الكيان الفدرالي الروسي أوليانوفسك أوبلاست. تقع مدينة اوليانوفسك (سيمبيرسك سابقا) على ضفاف نهري الفولغا وسفياغي وتبعد عن العاصمة موسكو 890 كيلومترا. المدينة من محاور النقل البرية والنهرية المهمة إضافة إلى وجود مطارين دوليين فيها.

## نبذة عن تاريخ المدينة
اسست المدينة عام 1648 بامر من القيصر أليكس الأول لتكون قلعة لحماية الحدود الشرقية للدولة الروسية من هجمات القبائل الرحل. منذ عام 1780 أطلق عليها اسم سيمبيرسك، وبعد وفاة فلاديمير اوليانوف «لينين» غير اسمها عام 1924 إلى «أوليانوفسك». ومنذ استحداث مقاطعة اوليانوفسك عام 1943 أصبحت مركزا للمقاطعة. تعرضت المدينة - القلعة إلى هجمات عديدة وفي عام 1670 حاصرتها قوات ستيبان رازين التي فشلت في النيل منها واجبرت على فك الحصار بعد ان جرح رازين نفسه.
في عام 1780 أصبحت المدينة مركزا لمحافظة فيها 13 قضاء وكانت قد نمت وتطورت وازدهرت فيها التجارة والصناعة حيث بلغ عدد نفوسها أكثر من 10500 نسمة، منهم من عمل في التجارة ومنهم من مارس الحرف الصناعية ومنهم الفلاحة وصيد الاسماك وغير ذلك.
وفي بداية القرن الـ 19 أصبحت المدينة أحد المراكز الروسية الكبيرة لتجارة الحبوب والاسماك والابقار. ولكن الحريق الكبير الذي نشب في المدينة عام 1864 واستمر 9 أيام جاء على معظم المباني الخشبية في المدينة ولم ينجو من الحريق سوى ربعها ومن ضمنها مكتبة كارامازين ودير سباسكي و12 كنيسة ودائرة البريد. بعد 15 عاما اعيد اعمار المدينة بالكامل. وكان لربط المدينة عام 1898 بخط سكك الحديد اثرا كبيرا وفاعلا في تطورها اللاحق. في نهاية القرن الـ 19 عمل في المدينة 42 مصنعا وأكثر من 700 متجرا وأكثر من 500 ورشة مختلفة وأكثر من 4 الاف مسكن وأكثر من 30 كنيسة ودير للرهبان واخر للراهبات ومسجد وكنيس. وكان يوجد في المدينة بعض المصارف المحلية وفروعا لمصارف مركزية.
مع بداية القرن الـ 20 كانت المدينة مقسمة إلى ثلاثة احياء: حي تقطنه فئة النبلاء حيث الكاتدرائيات وإدارة المحافظة والمدينة والحدائق والشوارع المشجرة وأفضل الفنادق والمدارس. وحي يقطنه التجار حيث كانت تقام الاسواق التجارية والحي الثالث هو حي الفقراء والعمال. لقد تطورت المدينة كمركز ثقافي لمنطقة حوض الفولغا وكانت تسمى احيانا بـ «عش النبلاء» لان حوالي 8 % من نفوسها كانوا من النبلاء.
ان مدينة سيمبيرسك هي مسقط رأس فلاديمير لينين والروائي الروسي الكبير ايفان غونتشاروف والمؤرخ نيكولاي ميخائيلوفتش كرامزين وغيرهم من مشاهير العلوم والاداب في روسيا. لقد افتتح في المدينة عام 1789 أحد أول المسارح في روسيا وأول مكتبة عامة في المنطقة «مكتبة كارامزين» تبعها افتتاح مكتبة «غونتشاروف» عام 1893 وفي عام 1809 افتتحت أول مدرسة ثانوية ومنذ عام 1873 عملت مدرسة التدريب العسكري. بعد قيام ثورة أكتوبر عام 1917 واقامة السلطة السوفيتية في المدينة في شهر ديسمبر/كانون الأول من نفس السنة تمكنت قوات الحرس الأبيض والقوات التشيكوسلوفاكية من السيطرة على المدينة خلال الفترة من 22 يوليو/تموز إلى 12 سبتمبر/ ايلول عام 1918. في 9 مايو/ايار عام 1924 تم تغيير اسم المدينة إلى اوليانوفسك.
خلال العهد السوفيتي أصبحت المدينة مركزا صناعيا كبيرا وخلال الحرب الوطنية العظمى (1941 – 1945) اجلي إلى المدينة بعض المؤسسات الصناعية مما كان له الاثر الأكبر في تطورها صناعيا.

## الاماكن السياحية
وتعتبر المدينة من المراكز السياحية في روسيا لما تحتويه من اثار تاريخية ومعالم معمارية قديمة بالإضافة إلى متاحفها ومتنزهاتها. وأشهر الاماكن السياحية:
متحف لينين (افتتح عام 1941) في البيت الذي ولد فيه ومنذ عام 1970 هو المبنى الرئيسي لمركز المدينة. ومعروضات المتحف هي الوحيدة في روسيا وتتحدث عن حياة ونشاط فلاديمير لينين في الحياة السياسية لروسيا. يتضمن المجمع أيضا قاعة كبيرة للاحتفالات والحفلات ومركزا سياسيا – اجتماعيا.

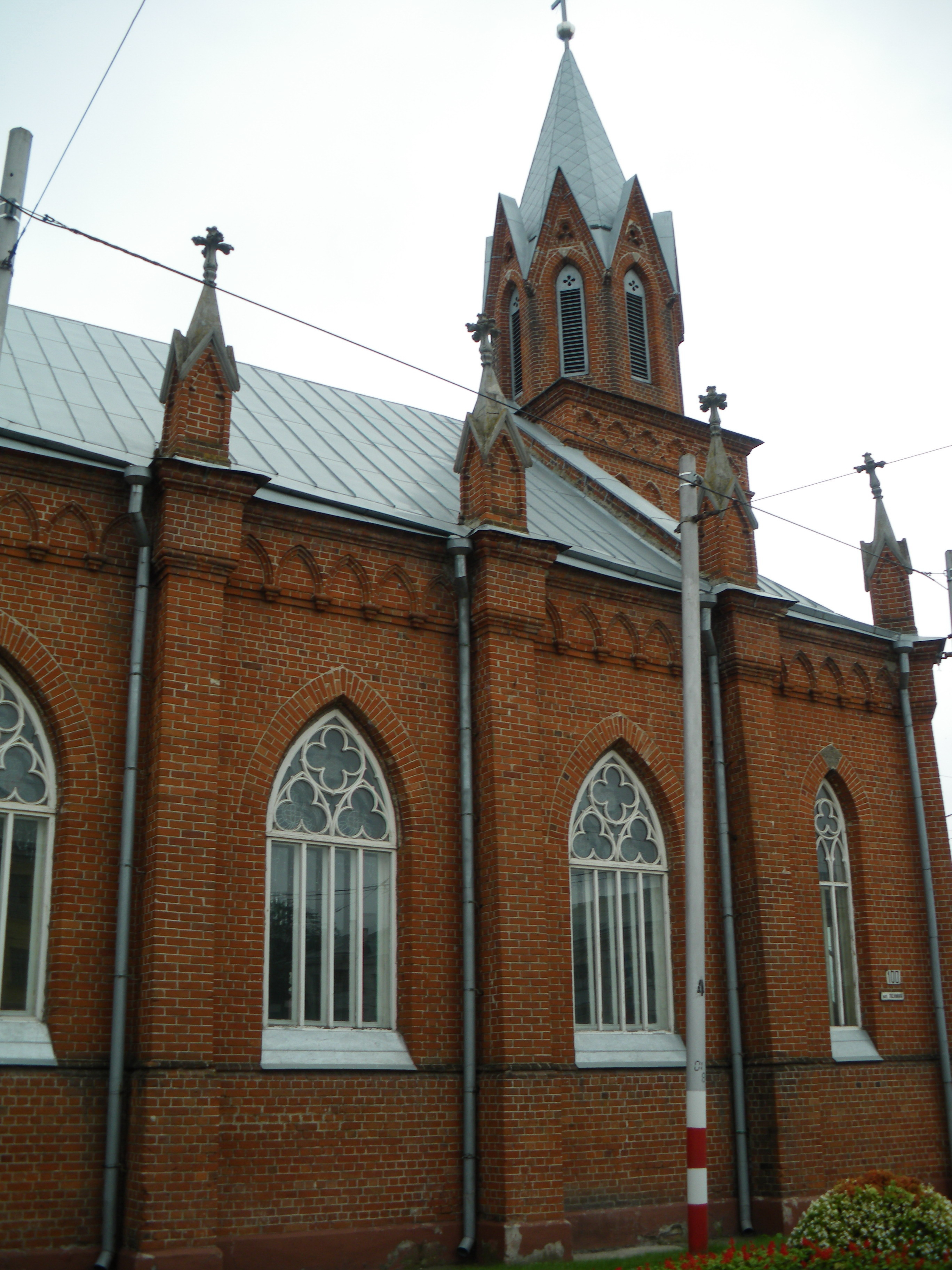
الكنيسة اللوثرية

وتوجد في المدينة مجموعة كبيرة من الكاتدرائيات والكنائس الأرثوذكسية القديمة مثل كاتدرائية العذراء وكاتدرائية القديس نيقولاي وكنيسة القيامة وغيرها إضافة إلى كنيسة الصليب المقدس للكاثوليك' والكنيسة اللوثرية والمساجد مثل مسجد «مبارك» ومسجد طاهر كلام الدين وكنيس لليهود.
ومن الاماكن الجميلة في المدينة متنزه فينوفسكي – الذي يعتبر من الاثار الطبيعية والتاريخية والثقافية في المدينة. ان هذا المتنزه هو ما تبقى من غابة اشجار الزيزفون والبلوط التي تحتوي على 280 نوعا من الاشجار، والتي هي ملاذ للعديد من أنواع الطيور والحيوانات البرية، انه بقايا غابة طبيعية قديمة.
ويعتبر المنتزه من أكبر الغابات الطبيعية التي تحتوي على اشجار البلوط التي يزيد عمرها على عدة قرون وكذلك وديانه العميقة وعيون المياه الطبيعية فيه. المنتزه الآن مكان جميل ومنظم جيدا يرتاده سكان المدينة وضيوفها للراحة والتجوال. في عام 1961 أعلن المتنزه منطقة طبيعية تقع تحت حماية السلطات. كما يوجد أيضا متنزه الصداقة بين الشعوب ومتنزه الشباب ومتنزه النصر والمتنزه المركزي وغيرها من المتنزهات والحدائق العامة التي تنتشر في ارجاء المدينة. وتوجد في ضواحي المدينة مجموعة كبيرة من المصحات ودور الراحة والاستجمام التي يعالج فيها مختلف الامراض. ومن الاماكن الفريدة الأخرى متحف الطيران المدني الذي افتتح عام 1983. يحتوي المتحف على أكثر من 9 الاف قطعة اكثرها نسخ اصلية ووحيدة. يتحدث المتحف عن تطور صناعة الطائرات المدنية. ومن المعروضات المهمة في هذا المتحف عرض أكثر من 30 نموذج لطائرات نادرة بالحجم الطبيعي أنتجت في سنوات مختلفة.

## معرض صور

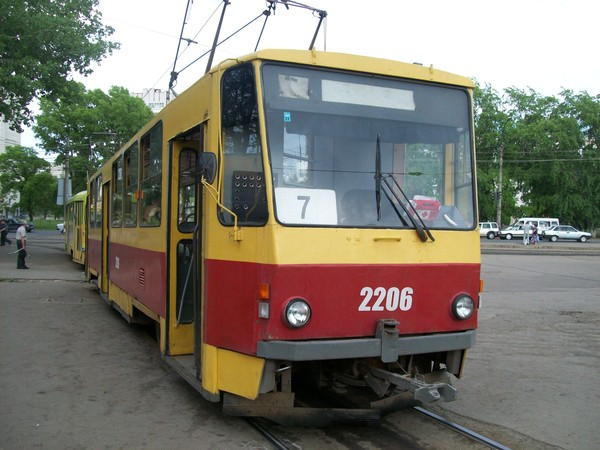
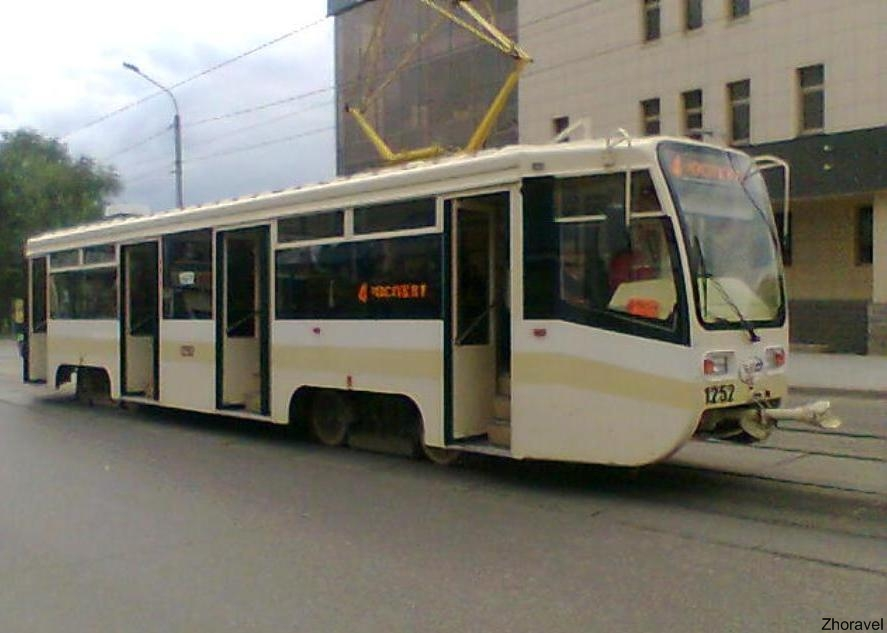
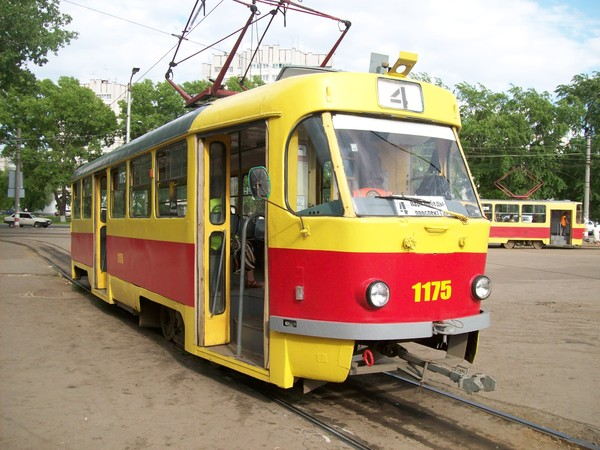
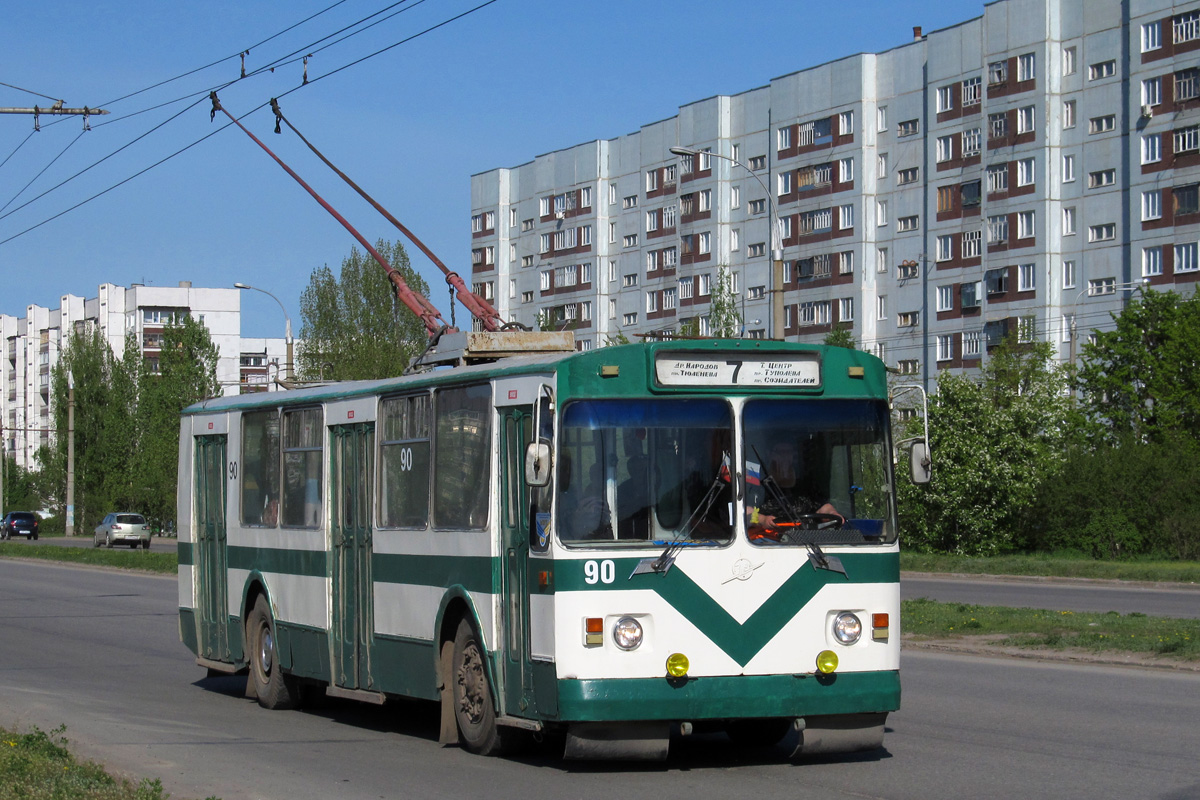
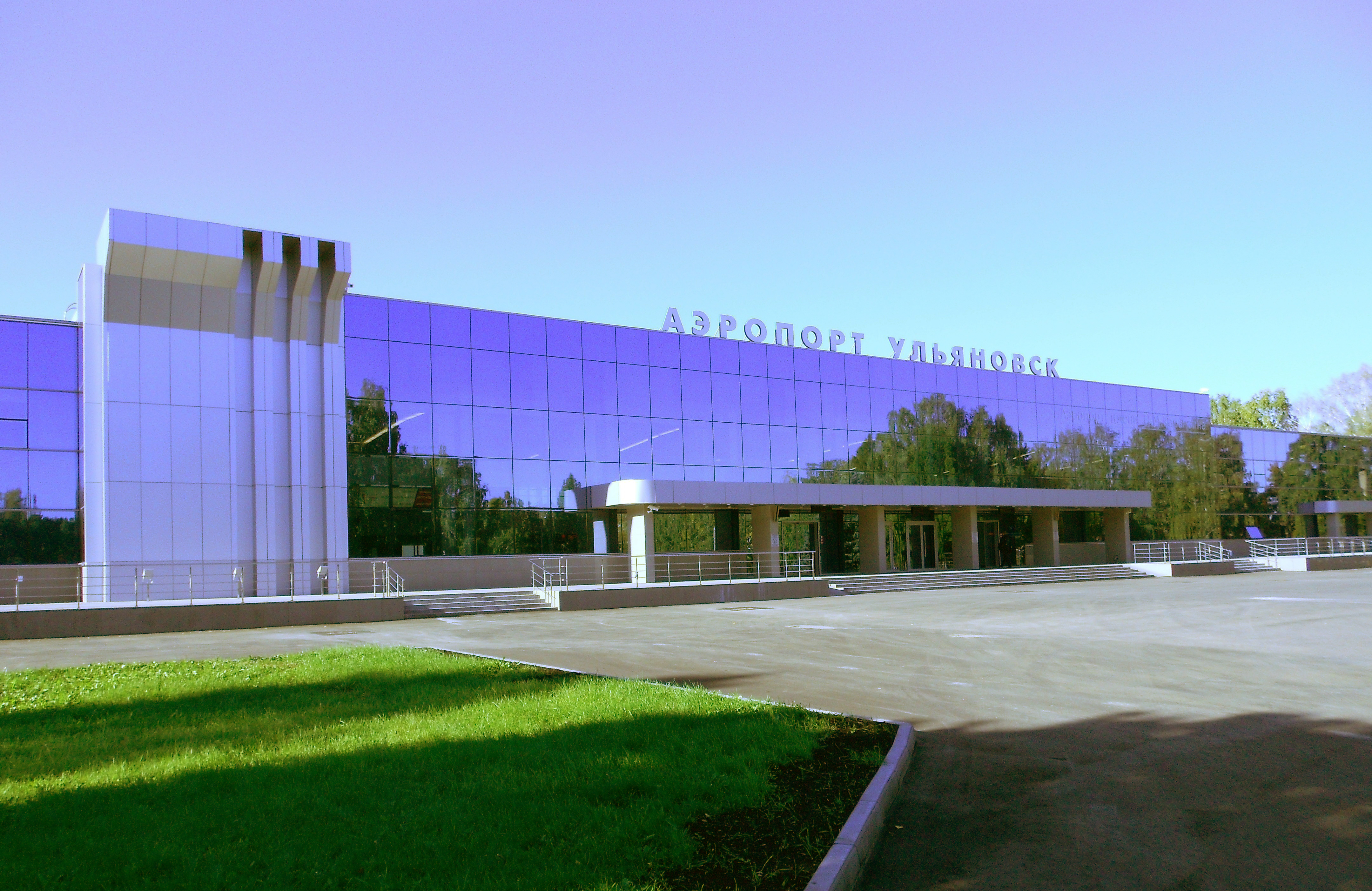
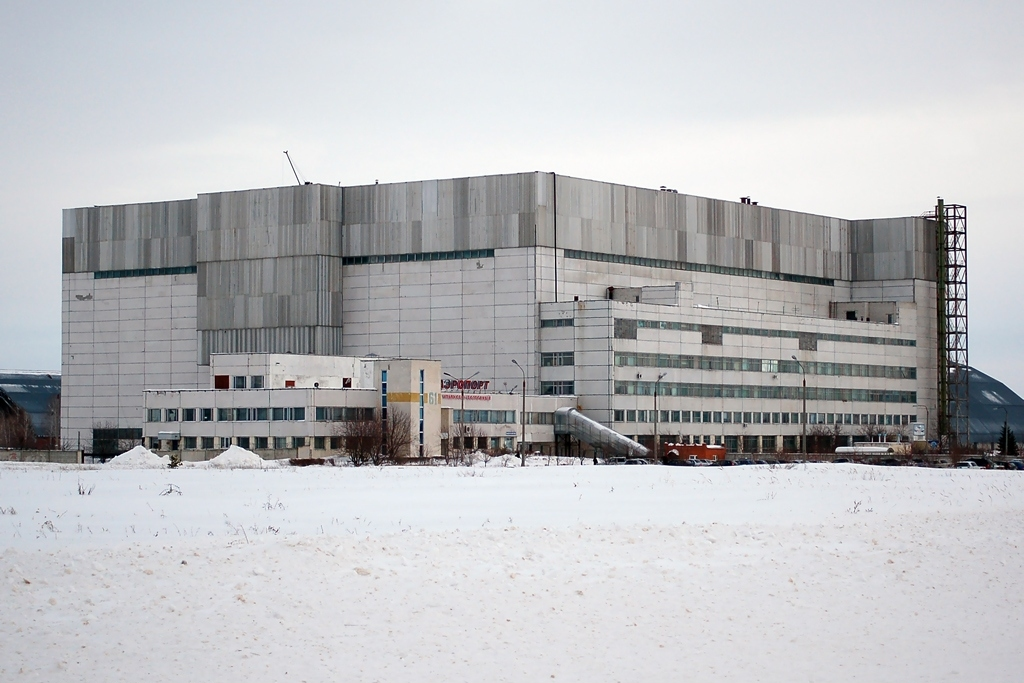